# Kodeks Stradomskiego
Kodeks Stradomskiego – polski kodeks rękopiśmienny z 1. połowy XVI wieku, zawierający tłumaczenia na język polski wcześniejszych tekstów prawnych.
Kodeks spisany jest na papierze w formacie folio. Składa się z 287 kart. Obecnie rękopis znajduje się w Bibliotece Jagiellońskiej (nr inwentarzowy 1174). Kodeks Stradomskiego został odkryty i opisany przez Michała Bobrzyńskiego.
Kodeks składa się z trzech odrębnych rękopisów, oprawionych wspólnie w 1550:
- część 1 – spisana w 1518 przez księdza Macieja z Lipnicy, zawierająca odpis przekładu zbioru statutów dokonanego w 1503 przez Aleksego Jazona Stradomskiego[1]
- część 2 – pisana w 1542 przez Stradomskiego, zawierająca częściowy przekład Statutu Łaskiego[1]
- część 3 – spinana w 1518 przez Macieja z Lipnicy, zawierająca głównie tłumaczenie ortyli magdeburskich[1]

Język przekładów zawiera pewną liczbę cech charakterystycznych dla dialektu małopolskiego.
O Aleksym Stradomskim brak innych szczegółów biograficznych. O Macieju z Lipnicy wiadomo jedynie, że był plebanem gierałtowskim, o czym informuje jego własnoręczny wpis na karcie 270v: „Ty to książki dokonały się we wtorek Oktawy Bożego Ciała, przez mię, Macieja z Lipnice, plebana na ten czas gierałtowskiego 1518”.